# São João do Ivaí
São João do Ivaí is een gemeente in de Braziliaanse deelstaat Paraná. De gemeente telt 11.890 inwoners (schatting 2009).

## Aangrenzende gemeenten
De gemeente grenst aan Barbosa Ferraz, Borrazópolis, Fênix, Godoy Moreira, Kaloré, Lunardelli en São Pedro do Ivaí.